# Salterio de Luttrell

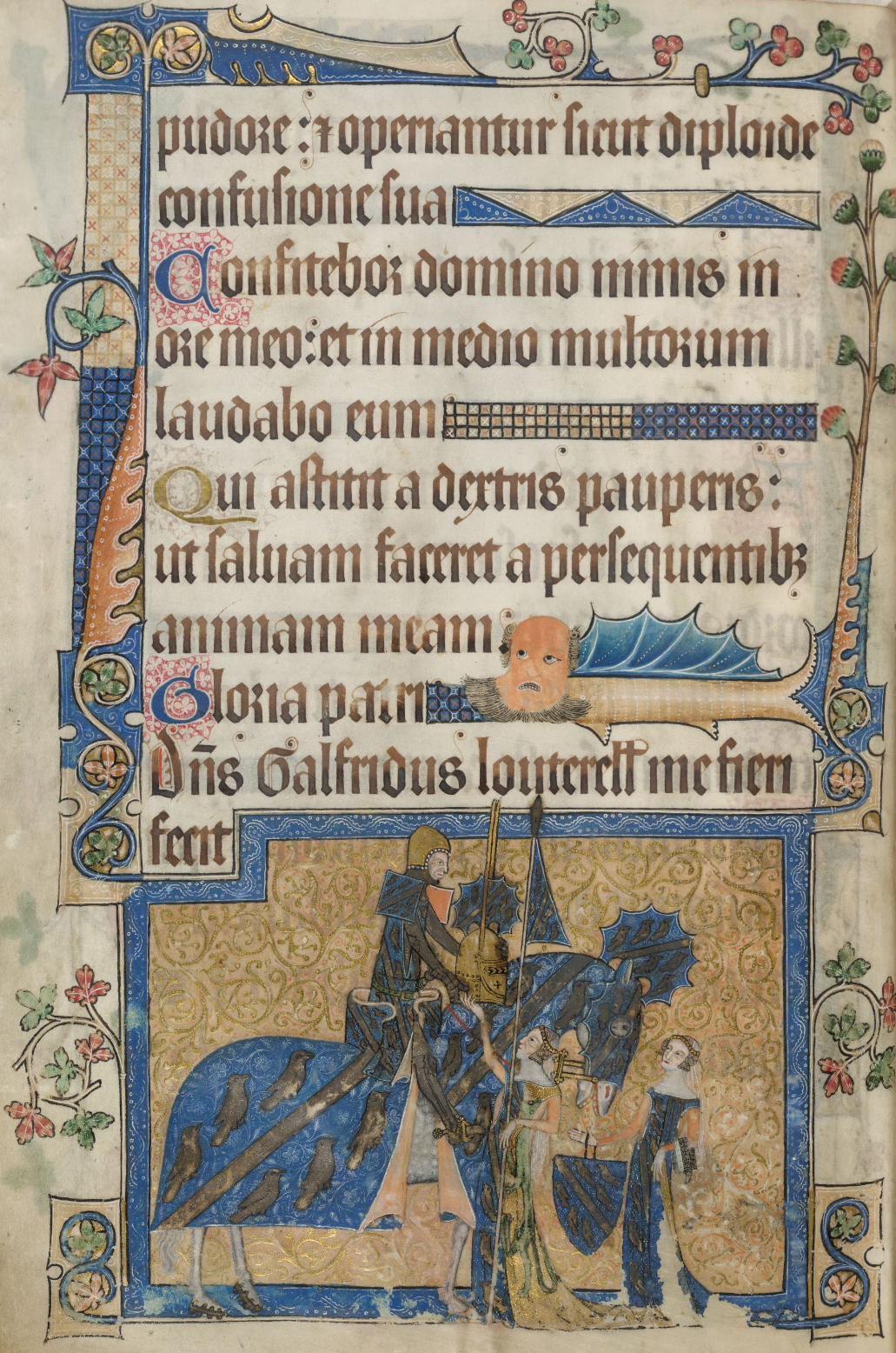
Sir Geoffrey Luttrell, montado a caballo, asistido por su esposa y nuera. Folio 202v.

El Salterio de Luttrell (British Library, Add MS 42130) es un  salterio iluminado encargado por Sir Geoffrey Luttrell (1276-1345), señor de una mansión de Irnham en Lincolnshire, escrito e ilustrado en pergamino circa 1320-1340 en Inglaterra por escribas y artistas anónimos.
Junto con los salmos (que comienzan en el folio 13 r.), el Salterio de Luttrell contiene un calendario (1 r.), cánticos (259 v.), la Misa (283 v.) y una antífona para los muertos (295 r.). Las páginas varían en su grado de iluminación, pero muchas están ricamente cubiertas con texto decorado e imágenes marginales de santos e historias bíblicas, y escenas de la vida rural. Se considera una de las fuentes más ricas en representaciones visuales de la vida rural cotidiana en la Inglaterra medieval, aunque el último folio se ha perdido.
El salterio fue adquirido por el Museo Británico en 1929 por 31 500 libras a Mary Angel Noyes, esposa del poeta Alfred Noyes, con la ayuda de un préstamo sin intereses del millonario y coleccionista de arte estadounidense J. P. Morgan. Actualmente se encuentra en la colección de la Biblioteca Británica de Londres, desde la separación de la Biblioteca del Museo Británico.

## Historia y autoría
El Salterio de Luttrell fue creado en Inglaterra en algún momento entre 1320 y 1345, habiendo sido encargado por Sir Geoffrey Luttrell (1276-1345), terrateniente de Irnham en Lincolnshire. La fecha de su finalización no se ha establecido con certeza; diferentes estudiosos han fechado el manuscrito en varios períodos de tiempo diferentes. Eric Millar escribe que el manuscrito fue realizado alrededor de 1335-40, antes de la muerte de la esposa de Luttrell, Agnes Sutton, porque las ilustraciones muestran características de la "decadencia" tardía del estilo de Anglia Oriental. Lucy Sandler prefiere fechar la creación en torno a 1325-30 porque los estilos son similares a los de otros manuscritos de la época. Michelle Brown cree que se realizó y planificó mucho más tarde, alrededor de 1330-45.
La historia del salterio de Luttrell muestra las primeras fases del renacimiento gótico en Inglaterra. Luttrell, un acaudalado propietario de tierras, sentía que su muerte se acercaba y quería dar cuenta de todos sus actos, como se afirma en el colofón del salterio. El propósito del manuscrito era ayudar con las disposiciones de su testamento, en el que Luttrell pedía que veinte capellanes recitaran misas durante un periodo de cinco años después de su muerte (se creía que aceleraba el paso del alma por el Purgatorio) y que los secretarios recitaran los salmos, y otras actividades por niveles de remuneración monetaria indicados.
La creación del Salterio Luttrell podría estar relacionada con la dispensa papal de 1331 que permitió el matrimonio Luttrell-Sutton o con la mayoría de edad en 1334 de Andrew Luttrell, hijo de Sir Geoffrey. Tales indicaciones están presentes en las ilustraciones del manuscrito. El salterio contiene un retrato de Luttrell, al final del Salmo 109, completamente armado y montado en un caballo de guerra, con un extravagante despliegue de las armas de Luttrell. Se cree que la imagen sirvió para enfatizar su condición de caballero durante una unión matrimonial de un miembro de la familia. Para afirmar su papel como mecenas de la obra, la línea Dominus Galfridus Louterell me fieri fecit ("Lord Geoffrey Luttrell me hizo") aparece sobre el retrato. El manuscrito contiene imágenes de mendigos y artistas callejeros y grotescos, todo ello simbolizando el caos y la anarquía presentes en la sociedad medieval y temidos por Sir Geoffrey Luttrell y sus contemporáneos.
El Salterio de Luttrell fue compuesto por un escriba y al menos cinco artistas diferentes, todos ellos con estilos ligeramente diferentes. Al primer artista de Luttrell se le conoce como "el decorador". Utilizó un estilo de dibujo lineal en lugar de un enfoque bidimensional. El segundo artista de Luttrell, "el colorista", solía dibujar imágenes más esculturales y modeladas con luces y sombras. Prestaba más atención a la forma humana y a la postura en sus dibujos. El tercer artista de Luttrell, "el Ilustrador", prefería un estilo bidimensional. El cuarto artista de Luttrell, "el Maestro de Luttrell", era experto en temas rurales y grotescos extravagantes. También dibujó las representaciones de la familia Luttrell. Muestra una gran habilidad para producir efectos de sombra y textura. Su técnica es muy similar al estilo utilizado en la mayoría de los manuscritos de East Anglian de la época.
El manuscrito salió a la luz pública en 1794, cuando se reprodujeron miniaturas de Sir Geoffrey Luttrell, su esposa y su nuera junto con un resumen del libro.

### Procedencia
El salterio estuvo durante mucho tiempo en posesión de la familia de Thomas Weld (de Lulworth) y fue trasladado con ellos a Dorset desde Britwell en Oxfordshire cuando Thomas Weld se convirtió en heredero del Castillo de Lulworth en 1775. Permaneció en la familia hasta 1929, cuando Herbert Weld Blundell, entonces heredero de Lulworth, decidió ponerlo en venta. Sin embargo, el intento de Weld de vender dos reliquias familiares, el salterio y el Libro de Horas de Bedford en Sotheby's se topó con una obstrucción legal. Tres días antes de que los célebres manuscritos iluminados se pusieran a la venta, los abogados del Museo Británico descubrieron que estos, así como todas las reliquias y los "bienes muebles" del castillo de Lulworth, eran en realidad propiedad de la señora Mary Angela Noyes, de soltera Mayne, entonces esposa del poeta Alfred Noyes, y antes viuda de Richard Shireburn Weld-Blundell, el heredero de Lulworth que había sido asesinado en 1916. Weld acudió a los tribunales, pero su recurso fue rechazado solo unas horas antes de la venta. El Museo Británico compró entonces ambos manuscritos a la señora Noyes con un préstamo de John Pierpont Morgan. Más tarde, en 1929, el castillo de Lulworth sufrió graves daños por un incendio, y algunas de las otras reliquias en disputa se perdieron en el fuego.
La cita siguiente es de la revista de la Sociedad de Historia Natural y Arqueológica de Dorset de 1906:

El salterio de Louterell, una reliquia nacional de incalculable valor que, aunque es propiedad de la familia Weld [de East Lulworth Dorset], se encuentra en préstamo en el Museo Británico, de donde se ha bajado especialmente para la ocasión.  El embellecimiento pictórico del Salterio demuestra que los iluminadores eran artistas con una percepción vívida, una fuerte facultad imaginativa, ingenio y un agudo sentido del humor, y que estaban en estrecho contacto con la vida inglesa de la época: la agricultura, la caza, el uso de las armas, la devoción y las ocupaciones domésticas e industriales.  El Salterio contiene también los Cánticos, el Te Deum, el Credo Atanasiano, las Letanías de los Santos y el Oficio de Difuntos, precedidos de un calendario.  Se supone que fue hecho para Sir Godfrey Louterell, de Irnham, Lincoln, que nació en 1276 y murió en 1345.  En la página 202, al final del Salmo cviii, el último de los que se cantan en Maitines, se encuentra la inscripción de la misma mano que el texto: Dominus Galfirdus Louterell me fieri fecit.

## Descripción

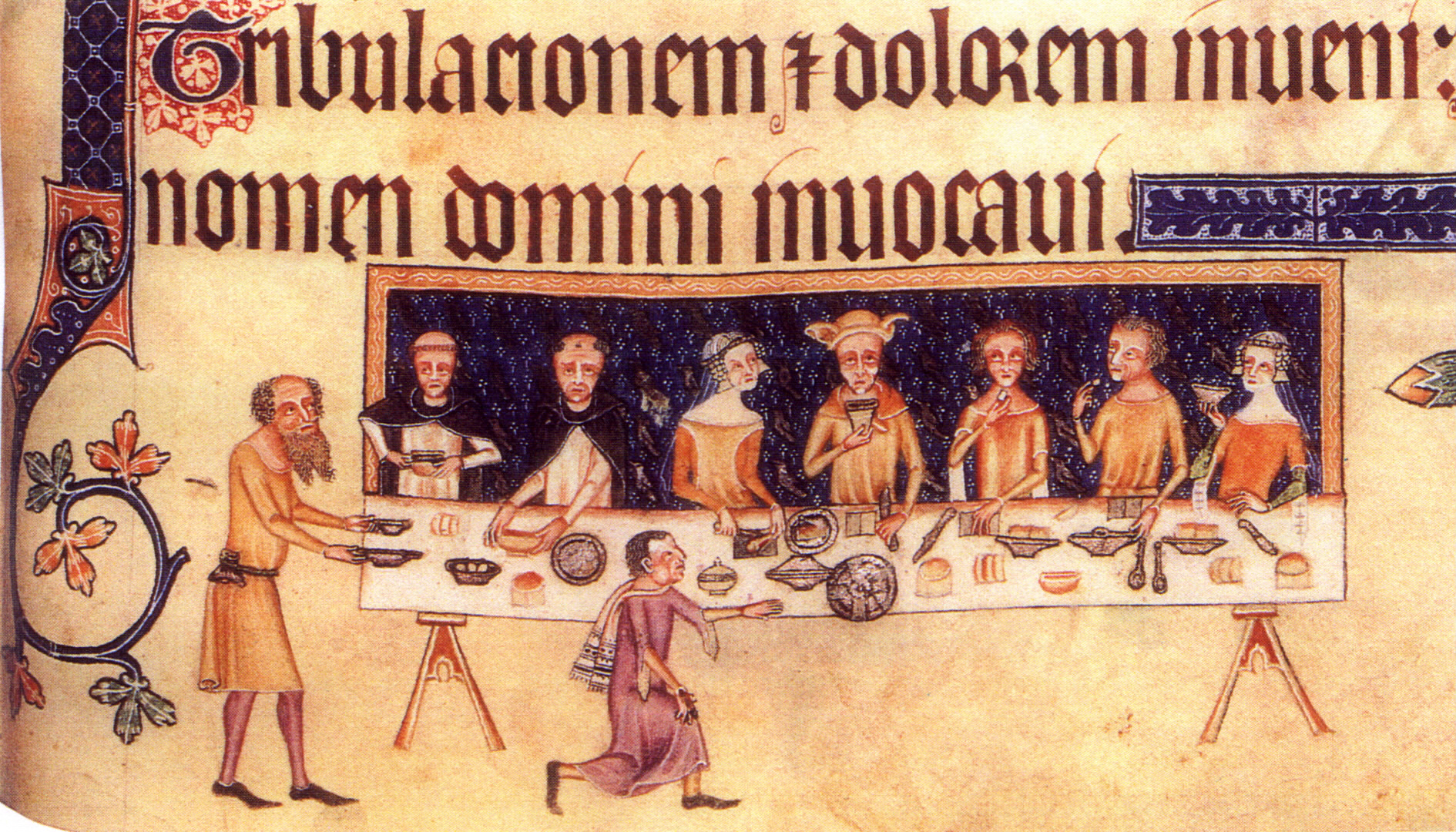
Sir Geoffrey Luttrell at table surrounded by his family and two Dominican friars. Two servants wait on them and others approach the table from the previous page; The tapestry behind has a field azure, semée of martlets argent, elements from the Luttrell coat of arms. Folio 208v.

El Salterio de Luttrell mide 350 x 245 mm. Está escrito en latín y se compone de 309 hojas de vitela de alta calidad con hojas voladas de papel. La mayoría de las páginas están decoradas en pintura roja con detalles en oro, plata y ciego. Las ilustraciones están estampadas y grabadas en el papel. El manuscrito tiene ocho cordones que unen las páginas de forma segura. Está cosido y tiene una encuadernación moderna (posterior a 1929) de cuero marrón oscuro. Los escribas utilizaban la regla como método de escriba, un método caro. Las escrituras son bastante grandes. Cada cuadro del manuscrito tiene unas catorce líneas completas de texto. Los trazos de las letras son planos y paralelos a la línea de escritura. Esta técnica requería una pluma en la que el plumín está cortado en un ángulo especialmente oblicuo, una "pluma extraña". A diferencia de los manuscritos iluminados anteriores, la primera letra de la primera palabra de la línea, por cada dos líneas aproximadamente, se escribe en mayúscula. Su estilo tiene muchos reflejos y sombras en las figuras humanas, y su modelado de la figura humana es más pronunciado, musculoso y más realista.

## Iconografía

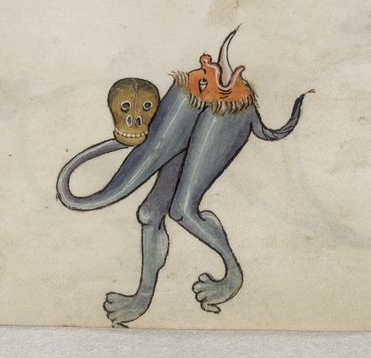
Grotesque creature in the margins. Folio 27r.

Las ilustraciones del manuscrito muestran varias escenas de la vida de Geoffrey Luttrell, actividades cotidianas habituales en la ciudad y muchas figuras curiosas diferentes que combinan partes animales y humanas. El Salterio de Luttrell era una buena ilustración de la vida cotidiana en la Edad Media. Aparte de las imágenes comunes de los ciudadanos y de la familia Luttrell, algunas imágenes permanecen oscuras pero otras pueden relacionarse con el texto junto al que están pintadas. Se requiere, sin embargo, que el lector tenga cierta comprensión de las palabras sagradas en latín. La mayoría de las decoraciones de los márgenes son imágenes de pura fantasía, figuras de santos y motivos naturalistas.
Luttrell quería que los dibujos reflejaran las actuales aspiraciones devocionales, culturales, políticas, económicas y dinásticas que tenían él y su familia. Un dibujo, por ejemplo, muestra la remodelación de la iglesia parroquial de Irnham, lo que pone de relieve cómo se preocupaba por sus actividades en preparación de su muerte.
La miniatura de Sir Geoffrey Luttrell montado en el caballo con armadura completa junto a su esposa y su nuera es una imagen muy poderosa en el Salterio Luttrell. Sugiere que quería ser recordado por su juventud y por el tiempo que pasó en el ejército. La imagen también muestra la heráldica de la familia Luttrell.
Los sirvientes que preparan la comida y hacen recados se representan a lo largo de los márgenes del manuscrito para enfatizar que desempeñaban un papel importante tanto social como económicamente. Las imágenes de la agricultura incluyen tanto a hombres como a mujeres para mostrar que durante la época de la cosecha se requería toda la mano de obra disponible.

## Música
Las representaciones visuales de la música forman una gran parte de la iconografía del Salterio de Luttrell. Se representa a personas y criaturas híbridas cantando poemas, himnos y salmos como expresión de devoción. El Salterio habla, por tanto, de un aspecto integral de la vida cotidiana en el siglo XIV. La música en la Edad Media no sólo se utilizaba en los ambientes clericales, sino que también se empleaba, en cierta medida, para representar al diablo y la corrupción. El Salterio de Luttrell es interesante respecto a la tradición musical en la Edad Media porque intenta integrar tanto el lado religioso como el diabólico del salterio para combinarlos "al servicio de lo sagrado".